# Stronkentrekker
Een stronkentrekker is een historisch werktuig waarmee stronken van afgezaagde bomen uit de grond worden gelicht. Het werktuig is te situeren in de bosbouwsector. Boomwortels verteren traag. Daardoor was er de noodzaak om de stronken snel te verwijderen, zodat de grond opnieuw beschikbaar werd. De stronkentrekker was in gebruik tijdens de eerste helft van de 20ste eeuw. Motorisch aangedreven frezen namen daarna de klus over. 

## Werking

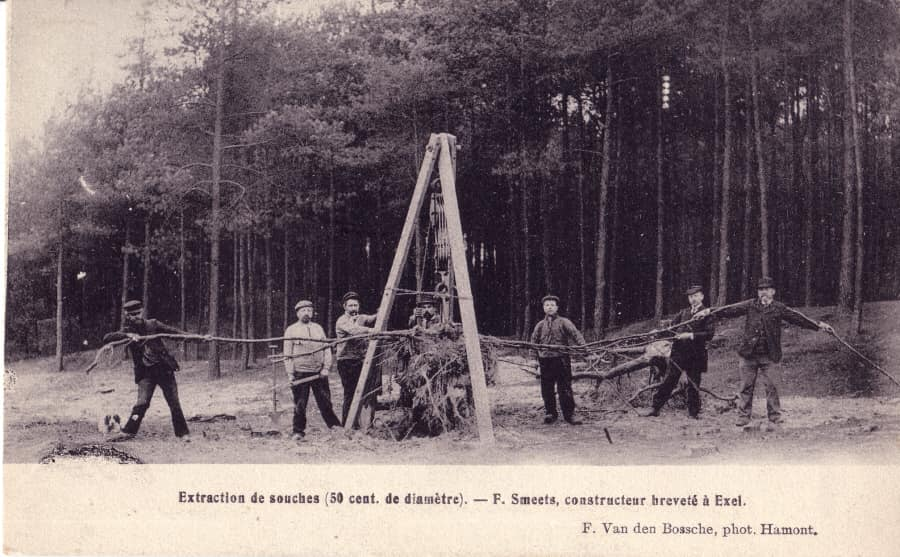
Stronkentrekker, begin 20ste eeuw, in Eksel

In de Verenigde Staten werden vanaf de jaren 1890 mechanische stronkentrekkers gebruikt. Reeds aan het begin van de 20ste eeuw waren er ook in België dergelijke toestellen te vinden. In 1904 kreeg de firma Smeets uit Eksel een octrooi voor de uitvinding ‘Dessouscheuse Simplex’. De werking was op zich eenvoudig: een driepikkel van houten balken, ongeveer 3 meter hoog, waarin centraal een systeem hing met twee katrollen via een stalen kabel verbonden aan een houten windas. Aan het uiteinde van de kabel hing een zware ijzeren schaar waarvan de uiteinden aan weerszijden van de stronk onder een dikke wortel werden gehaakt. De kabel werd steeds verder aangespannen en op de houten cilinder gedraaid. Door het katrollensysteem werd veel kracht ontwikkeld waardoor het uit de grond trekken van de stronk vlotter verliep. Drie werklui konden wel tot 100 tot 150 stronken per dag op die manier verwijderen. Een variant op dit systeem, het type Hercule, werd door Jan Hubrechts in 1906 in Gruitrode ontwikkeld.